# Uczep (porosty)
Uczep – u porostów (Lichens) jest to fragment plechy, którym przyczepiają się one do podłoża. Występuje u porostów listkowatych. Zwykle następuje to w jednym miejscu, rzadziej w kilku miejscach. Uczep może być cienki lub gruby. U niektórych porostów, np. w rodzajach Dermatocarpon (skórnica), Glypholecia (obiałek) czy Umbilicaria (kruszownica), uczep składa się z wielu pasemek.